# Jennifer Warling
Jennifer Warling dite Jenny Warling, née le 25 mars 1994 à Luxembourg, est une karatéka luxembourgeoise.
Après avoir remporté la médaille d'argent en kumite des moins de 55 kg aux Championnats d'Europe de karaté 2014 à Tampere, elle est nommée sportive luxembourgeoise de l'année en 2014.
Elle obtient la médaille de bronze en kumite des moins de 55 kg aux Championnats d'Europe de karaté 2015 à Istanbul.
Elle est médaillée d'or en kumite des moins de 55 kg aux Championnats d'Europe de karaté 2019 à Guadalajara.
Elle obtient la médaille de bronze en kumite des moins de 55 kg aux Jeux européens de 2023 à Bielsko-Biała.